# Outremer

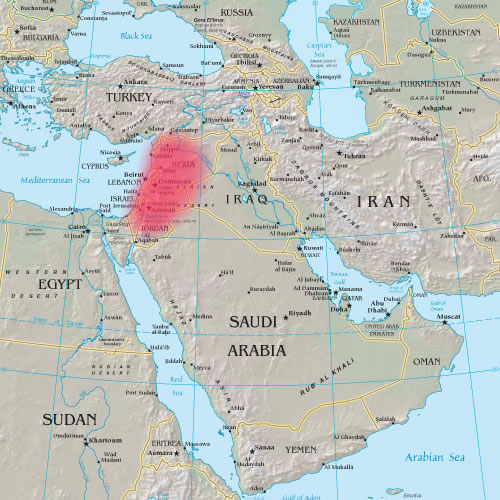
Outremer

Outremer (výsl. [uːtrɘmeːr]) je francouzský výraz pro „zámoří“. V dobách křížových výprav Outremer znamenalo obecné označení pro křižácké státy, založené na východě po první křížové výpravě: Edesské hrabství, Antiochijské knížectví, hrabství Tripolis a především pro Jeruzalémské království. Slovo Outremer se používalo jako synonymum k názvům Levanta, Sýrie či Palestina a části dnešního Izraele, Jordánska a Libanonu.
Výraz Outremer se také používá pro země „za mořem“. Například francouzský král Ludvík IV. byl přezdíván „Louis d'Outremer“, protože byl vychován v Anglii.

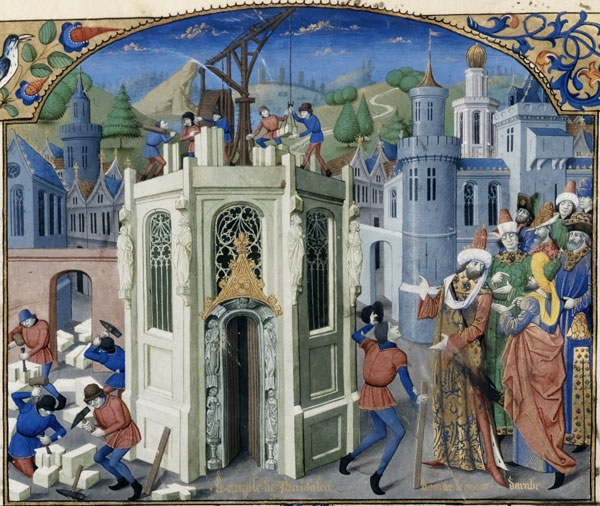
Ilustrace ze strarofrancouzského rukopisu kronikáře Viléma z Tyru Histoire d'Outremer - rekonstrukce jeruzalémského chrámu

V moderním pojetí outre-mer je používán jako výraz pro zámoří, především pro Francouzské zámořské departementy a teritoria (francouzsky départements d'outre-mer et territoires d'outre-mer)